# Landschaftsschutzgebiet Großes Meer und Umgebung

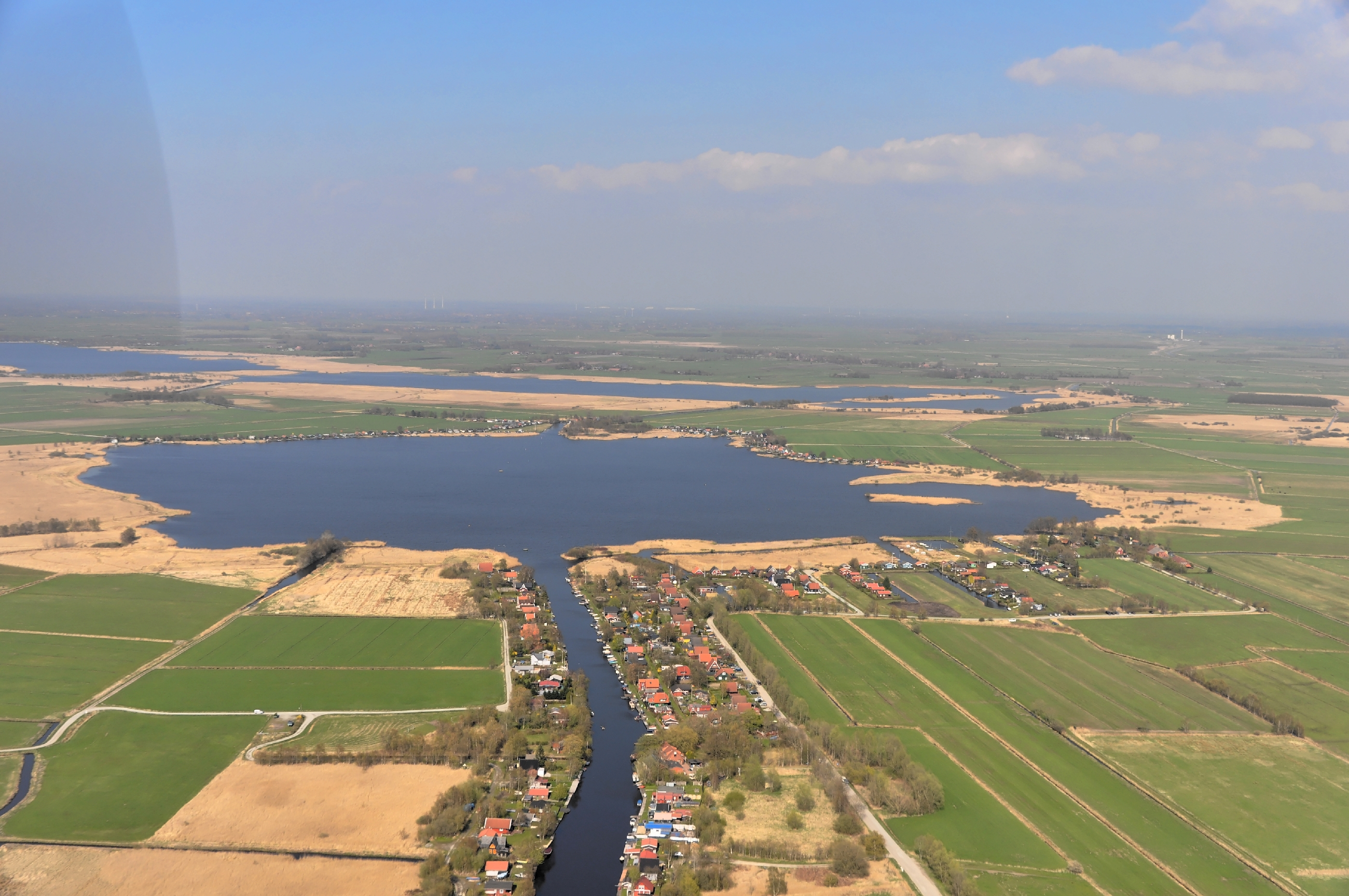
Blick über das Landschaftsschutzgebiet. Vorn die Hieve, weiter hinten das Große Meer.

Das Landschaftsschutzgebiet Großes Meer und Umgebung ist ein Landschaftsschutzgebiet im Landkreis Aurich des Bundeslandes Niedersachsen. Es umfasst eine ebene Fläche von 2148 Hektar rund um das Große Meer und das Loppersumer Meer und schließt auch die Hieve ein. Das LSG befindet sich zum Großteil auf Südbrookmerlander Gebiet, kleinere Anteile haben die Gemeinde Hinte und die Stadt Emden. Das Landschaftsschutzgebiet ist Bestandteil des EU-Vogelschutzgebietes Ostfriesische Meere.
Das Areal wurde 1965 als Landschaftsschutzgebiet (LSG) ausgewiesen. Schutzzweck ist der „Erhalt des in seinen Strukturmerkmalen abwechslungsreichen und für den Landschaftsraum charakteristischen Landschaftsbildes einer Kulturlandschaft, Erholung durch Naturerleben, Abgrenzung eines zusammenhängenden, schützenswerten Landschaftsraumes im Bereich der Binnenmeere Großes Meer, Kleines Meer, Loppersumer Meer mit Verknüpfung seiner maßgeblichen Strukturmerkmale und Einbettung der Naturschutzgebiete "Loppersumer Meer" und "Großes Meer Südteil" in den Landschaftsraumbezug.“

## Beschreibung des Gebiets

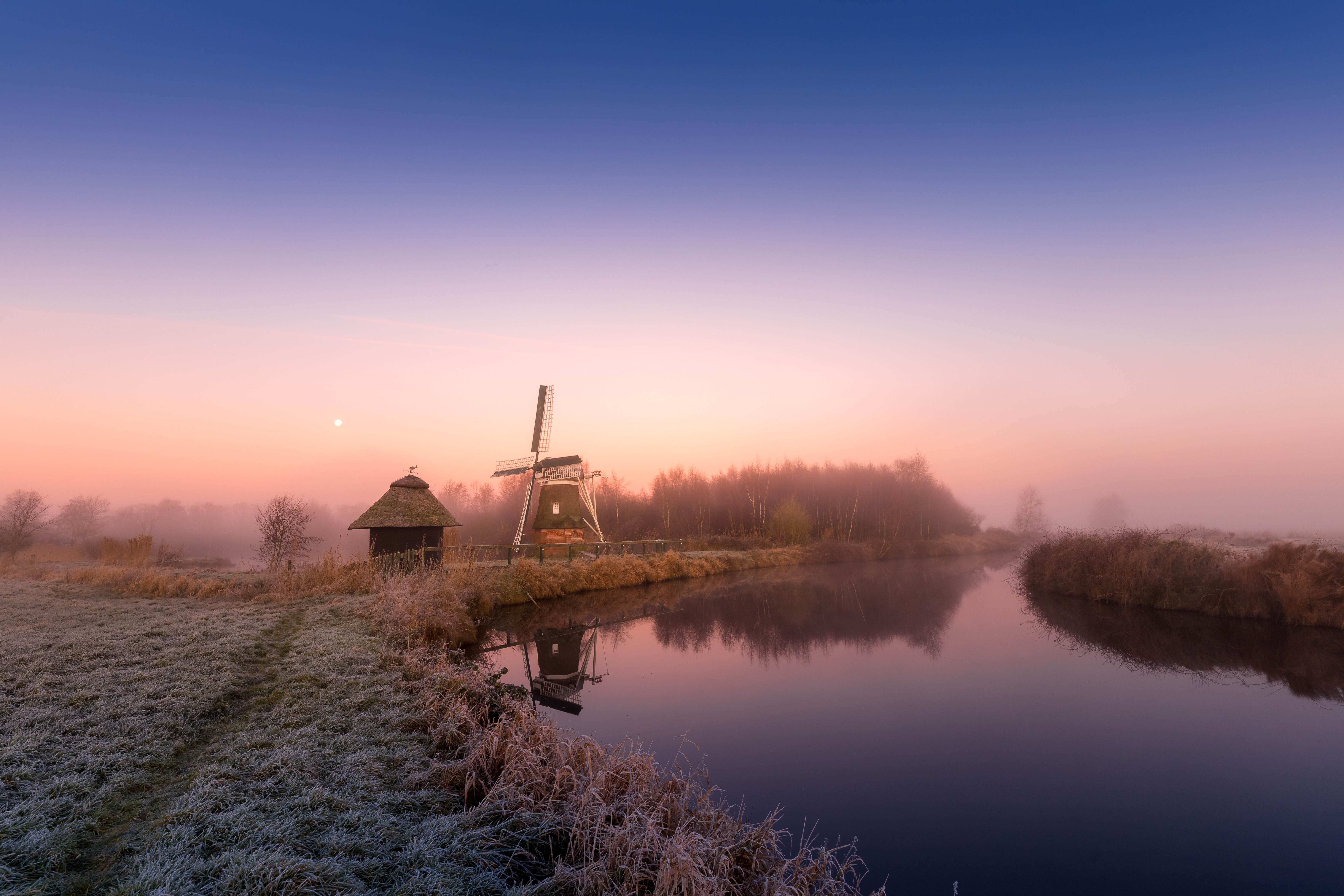
Die Wasserschöpfmühle Agnes hält den Wasserspiegel in einem Biotop konstant.

Das Landschaftsschutzgebiet wird in vier Teile gegliedert: Großes Meer Nordteil, Kleines Meer (Hieve), Suurhuser- und Loppersumer Hammrich mit Bedekaspeler und Victorburer Marsch sowie Bedekaspel und Forlitz-Blaukirchen. Es zeichnet sich durch offene Wasserflächen, Verlandungszonen, Feucht-/Nassgrünland mit unterschiedlicher Nutzungsintensität, einzelne Gehölze, offene Meedenlandschaften mit verzweigten Grabensystemen und eingestreute Ackerbaubereiches aus. Die Flora ist durch Feucht- und Nassgebüsche, Schilfröhrichte und typische Grünlandpflanzen geprägt.